# Romane romaja, sovlahimate thaj e bahtarimate
Romane romaja, sovlahimate thaj e bahtarimate = Народне ромске клетве, заклетве и благослови је збирка народних умотворина које је сакупио и коментарисао Трифун Димић. Збирка је објављена 1985. године у издању Српске читаонице и књижнице у Иригу.

## О аутору
Трифун Димић (Госпођинци, 29. фебруар 1956 - Нови Сад, 13. септембар 2001) је живео у Новом Саду и радио као стручни сарадник Културно-просветне заједнице Војводине, био главни и одговорни уредник Ромологије и месечног часописа Alav e Romengo (Реч Рома) и листа Them. Објавио је 16 књига, аутор преко стотину стручних радова из области ромолошких наука и ромске књижевности, приредио и објавио преко тридесет књига о многим ромским и српским писцима, на ромском и српском језику.

## О књизи
Књига Romane romaja, sovlahimate thaj e bahtarimate доноси народне умотворине, клетве, загонетке и благосове, у њиховом изворном облику, онако како их је сам аутор записивао. Текст у књизи је на ромском и српском језику.
Многе од умотворина које су заступљене у књизи својом литерарно језичком, историјском и етнолошком функцијом имају корене из доба живота у прапостојбини, а многе су стечене међу разним народима и етничким групама са којима су Роми били у непосредном контакту у дугом периоду од 16 векова.